# ميدان عقرب
تعود التسمية إلى العام 1921م حينما طلب المفتش الانجليزي إقامة مباراة بين فريقي (الشبان) وهو فريق يتبع للجيش الإنجليزي من الشبان السودانيين، وفريق زائر من مدينة (Scorpio) الإنجليزية والكلمة تعني بالانكليزية العقرب، حيث كان فريق مدينة عقرب في زيارة للسودان وقام بأداء عدة مباريات خلالها وكان يسمي سابقا بميدان اركويت

## نشاء
هذا الميدان بكل تاريخه وعراقته أهم معالم مدينة الخرطوم بحري

### الموقع
يقع هذا الملعب بمدينة الخرطوم بحري القديمة، يتمدد بين شارع المعونة غربا وشارع الضبطية شرقا ثم من (قشلاق) البوليس جنوبا والميدان بهذا الوصف يقع في منطقة خاصرة بمدينة بحري ووسط حي الديوم.

### اشتهر
إشتهر ميدان (عقرب) بممارسة كرة القدم لسكان العاصمة كافة

#### مرجع
1. ↑  "ميدان عقرب". النيلين. 0001-11-30. مؤرشف من الأصل في 2019-12-23. اطلع عليه بتاريخ 2019-12-23. {{استشهاد ويب}}: تحقق من التاريخ في: |تاريخ= (مساعدة)
2. ↑  "أدركوا ميدان عقرب انه مهدد بالزوال". سودارس. مؤرشف من الأصل في 2019-12-23. اطلع عليه بتاريخ 2019-12-23.